# 신정지웰
신정지웰(영어: Shin jeong GWELL)은 대한민국 울산광역시 남구 신정동에 위치한 주상복합 아파트다.

## 같이 보기
- 대한민국의 마천루 목록
- 울산광역시의 마천루 목록